# Branislav Martinović
Branislav Martinović (Belgrado, Yugoslavia, 29 de noviembre de 1937-26 de febrero de 2015) fue un deportista yugoslavo especialista en lucha grecorromana donde llegó a ser subcampeón olímpico en Roma 1960.

## Carrera deportiva
En los Juegos Olímpicos de 1960 celebrados en Roma ganó la medalla de plata en lucha grecorromana estilo peso ligero, tras el luchador soviético Avtandil Koridze (oro) y por delante del sueco Gustav Freij (bronce). Cuatro años después, en las Olimpiadas de Tokio 1964 ganó la medalla de bronce en peso pluma.